# Pre i posle Tesle
Pre i posle Tesle je srpska televizijska dokumentarno-igrana serija od deset epizoda reditelja Slobodana Ž. Jovanovića, a u proizvodnji Radio-televizije Srbije iz 2006. godine.

## Spisak epizoda
Svaka epizoda jednostavnim jezikom proniče u tajne pronalazaka Nikole Tesle, istovremeno igranim „slikama“ prikazujući i prepreke koje je Nikola Tesla morao da savlađuje u privatnom životu. 
- 1. epizoda: Obrtno magnetno polje
- 2. epizoda: Polifazni sistem sinhroni i asinhroni motori
- 3. epizoda: Rat struja
- 4. epizoda: Struje visokih frekvencija
- 5. epizoda: Osnovna šema radija
- 6. epizoda: Iks zraci
- 7. epizoda: Daljinsko upravljanje
- 8. epizoda: Laboratorija u Koloradu
- 9. epizoda: Toranj za svetski sistem komunikacije
- 10. epizoda: Posle Tesle

## Autorska ekipa
- Reditelj Slobodan Ž. Jovanović
- Adaptacija teksta Slobodan Ž. Jovanović
- Scenario Slobodan Ž. Jovanović
- Scenograf Dobrila Stevanović
- Kostimograf Aleksandra Aleksandrić
- Kompozitor Željko Joksimović

## Učestvuju
- Saša Joksimović
- Jadranka Nanić Jovanović
- Vladimir Kerkez

## Spoljašnje veze
- Pre i posle Tesle на веб-сајту  (језик: енглески)